# Mặt Dini

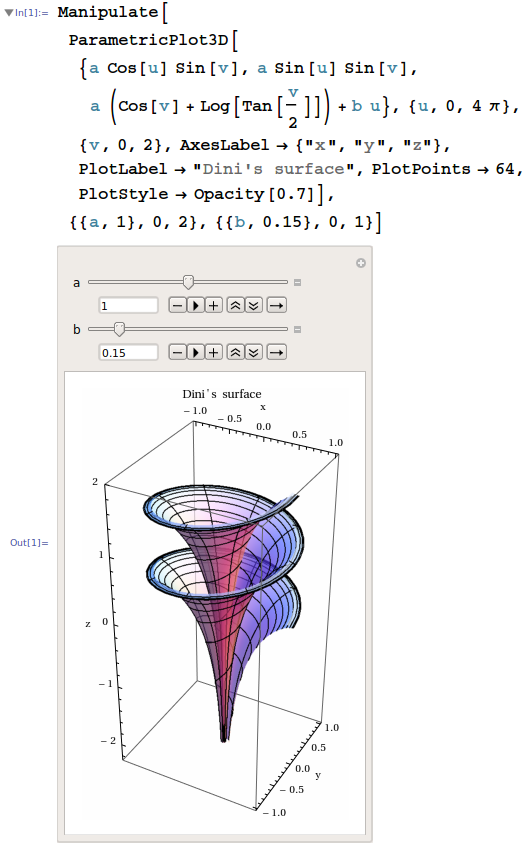
Bề mặt Dini được vẽ với khả năng điều chỉnh thông số bằng phần mềm Wolfram Mathematica

Trong hình học, mặt Dini là một bề mặt với độ cong luôn âm mà có thể tạo ra bằng cách xoắn một mặt cầu giả. Nó được đặt tên theo Ulisse Dini và mô tả bởi phương trình tham số sau:
{\displaystyle x=acos(u)sin(v)}
{\displaystyle y=asin(u)sin(v)}
{\displaystyle z=a(cos(v)+lntan({\frac {v}{2}}))+bu}

Matjc Dini với 0 ≤ u ≤ 4π và0.01 ≤ v ≤ 1 khi hằng số a = 1.0 và b = 0.2.

Ta cũng có thể mô tả nó như một mặt đinh ốc dựng lên từ đường tractric.